# 월드 프렌즈 코리아
월드 프렌즈 코리아(World Friends Korea, WFK)는 대한민국 정부가 운영하는 해외 자원봉사 프로그램이다.대한민국 정부는 다양한 프로그램을 하나의 해외 자원봉사 시스템으로 통합하는 것을 목표로 하기 위해서 2009년 5월 7일에 출범시켰다.